# Cuenca del Alto Narcea
Cuenca del Alto Narcea este o arie protejată (arie specială de conservare — SAC, sit de importanță comunitară — SCI) din Spania întinsă pe o suprafață de 305,73 ha, integral pe uscat.

## Localizare
Centrul sitului Cuenca del Alto Narcea este situat la coordonatele 43°15′01″N 6°28′53″W / 43.2503°N 6.4815°V.

## Înființare
Situl Cuenca del Alto Narcea a fost declarat sit de importanță comunitară în februarie 2004 pentru a proteja 15 specii de animale. Situl a fost protejat și ca arie specială de conservare în decembrie 2014.

## Biodiversitate
Situată în ecoregiunea atlantică, aria protejată conține 5 habitate naturale: Lande oro-mediteraneene cu formațiuni endemice de grozamă, Pajiști uscate europene, Roci stâncoase cu vegetație pionieră de Sedo-Scleranthion sau Sedo albi-Veronicion dillenii, Păduri de stejar galițio-portugheze cu Quercus robur și Quercus pyrenaica, Păduri aluvionare cu Alnus glutinosa și Fraxinus excelsior (Alno-Padion, Alnion incanae, Salicion albae).
La baza desemnării sitului se află mai multe specii protejate:
- păsări (9): pescăruș albastru (Alcedo atthis), rață pitică (Anas crecca), rață fluierătoare (Anas penelope), rață mare (Anas platyrhynchos), rață pestriță (Anas strepera), stârc cenușiu (Ardea cinerea), rața moțată (Aythya fuligula), lișiță (Fulica atra), Phalacrocorax carbo sinensis
- amfibieni (2): Chioglossa lusitanica, Discoglossus galganoi
- mamifere (2): Galemys pyrenaicus, vidră de râu (Lutra lutra)
- nevertebrate (2): Elona quimperiana, Margaritifera margaritifera